# Гидроэнергетика
Гидроэнергетика — отрасль энергетики, совокупность больших естественных и искусственных подсистем, служащих для преобразования энергии водного потока в электрическую энергию.
ГОСТ 19431-84 «Энергетика и электрификация. Термины и определения» определяет гидроэнергетику как раздел энергетики, связанный с использованием механической энергии водных ресурсов для получения электрической энергии.

## Оборудование
Электрическая энергия вырабатывается электрогенераторами на:
- Гидроэлектростанция (ГЭС) (в том числе малая гидроэлектростанция)
- Гидроаккумулирующая электростанция (ГАЭС)

Специфическое место в возобновляемых источниках энергии вообще и гидроэнергетике, в частности, занимают электростанции, использующие энергию приливов, отливов и океанских течений. Установленная мощность этих электростанций на конец 2018 года 519 МВт
Ключевым понятием в гидроэнергетике является гидроэнергетический потенциал. В соответствии с определениями WEC (World Energy Council) гидроэнергетический потенциал классифицируется на валовой теоретический гидроэнергопотенциал, общий технический гидроэнергопотенциал и экономический гидроэнергопотенциал.
Диапазон изменения гидроэнергопотенциала существенно отличается по регионам и странам мира. Так, в соответствии с данными EES EAEC, в регионах мира максимальный теоретический гидроэнергетический потенциал в Азии и Океании (15606 ТВт∙ч/год) и минимальный на Ближнем Востоке (690 ТВт∙ч/год).
Для крупных стран мира различие превышает два порядка, а именно: Китай — 6083 ТВт∙ч/год (максимальный) и Южная Корея — 52 ТВт∙ч/год (минимальный).

### Гидроэлектростанции
Гидроэлектростанция (ГЭС) — электростанция, преобразующая механическую энергию воды в электрическую энергию.
В структуре установленной мощности электростанций регионов мира на конец 2018 года на долю ГЭС приходится от 5,2 % на Ближнем Востоке до почти 51 % в Центральной и Южной Америке. Диапазон изменения этой доли в структуре установленной мощности крупных стран, например, Бразилии — доля ГЭС достигает 63,7 %, а в Саудовской Аравии ГЭС отсутствуют. Наибольший удельный вес ГЭС в странах мира (179 стран), составляющий практически 100 % приходится на Парагвай, где установленная мощность-нетто всех электростанций 8761 МВт, в том числе ГЭС — 8760 МВт.
На конец 2018 года установленная мощность ГЭС мира составляет — 1283,4 ГВт, включая ГАЭС.

### Гидроаккумулирующие станции
Под гидроаккумулирующей станцией (ГАЭС) понимается комплекс сооружений и оборудования, выполняющий функции аккумулирования и выработки электрической энергии путем накачки воды из нижнего бассейна в верхний (насосный режим) и последующего преобразования потенциальной энергии воды в электрическую энергию (турбинный режим).
В соответствии с глоссарием EIA к ГАЭС (Pumped-storage hydroelectric plant) относят электростанции, использующие предварительно закаченную воду в верхний бассейн из нижнего в период провала графика нагрузок и вырабатывающие электрическую энергию в период максимума нагрузок.
На конец 2018 года установленная мощность ГАЭС мира — 109,1 ГВт

## Преимущества и недостатки
Преимущества:
- использование возобновляемой энергии;
- очень дешевая электроэнергия;
- работа не сопровождается вредными выбросами в атмосферу;
- быстрый (относительно ТЭЦ/ТЭС) выход на режим выдачи рабочей мощности после включения станции;
- смягчение климата вблизи крупных водохранилищ.

Недостатки:
- затопление населенных пунктов и сельскохозяйственных земель;
- строительство экономически целесообразно только там, где есть большие запасы энергии воды;
- опасны в районах с высокой сейсмической активностью;
- сокращенные и нерегулируемые попуски воды из водохранилищ по 10—15 дней приводят к перестройке уникальных пойменных экосистем по всему руслу рек, как следствие, загрязнение рек, сокращение трофических цепей, снижение численности рыб, элиминация беспозвоночных водных животных, повышение агрессивности компонентов гнуса (мошки) из-за недоедания на личиночных стадиях, исчезновение мест гнездования многих видов перелётных птиц, недостаточное увлажнение пойменной почвы, негативные растительные сукцессии (обеднение фитомассы), сокращение потока биогенных веществ в океаны.

## Статистика
На 2006 год гидроэнергетика обеспечивала производство до 88 % возобновляемой и до 20 % всей электроэнергии в мире, установленная гидроэнергетическая мощность достигала 777 ГВт.
На 2020 год гидроэнергетика обеспечивает производство до 41 % возобновляемой и до 16,8 % всей электроэнергии в мире, установленная гидроэнергетическая мощность достигает 1 170 ГВт.
Абсолютным лидером по выработке гидроэнергии на душу населения является Исландия. Кроме неё этот показатель наиболее высок в Норвегии (доля ГЭС в суммарной выработке — 98 %), Канаде и Швеции. В Парагвае 100 % производимой энергии вырабатывается на гидроэлектростанциях.
В пятерку крупнейших стран мира по техническому гидроэнергопотенциалу на 2008 год входили (в порядке убывания): Китай, Россия, США, Бразилия и Канада.
| Страна    | Потребление гидроэнергии в ТВт·ч |
| --------- | -------------------------------- |
| Китай     | 585                              |
| Канада    | 369                              |
| Бразилия  | 364                              |
| США       | 251                              |
| Россия    | 167                              |
| Норвегия  | 140                              |
| Индия     | 116                              |
| Венесуэла | 87                               |
| Япония    | 69                               |
| Швеция    | 66                               |
| Франция   | 63                               |

| Территория | Мощность, ГВт |
| ---------- | ------------- |
| Китай      | 370           |
| EU-27      | 152           |
| Бразилия   | 109           |
| США        | 103           |
| Канада     | 81            |
| Россия     | 52            |
| Индия      | 51            |
| Япония     | 50            |
| Норвегия   | 33            |
| Турция     | 31            |
| Вьетнам    | 18            |

| Страна         | Выработка, тыс. кВт⋅ч/чел. |
| -------------- | -------------------------- |
| Исландия       | 36,0                       |
| Норвегия       | 26,2                       |
| Канада         | 10,3                       |
| Парагвай       | 9,3                        |
| Бутан          | 9,1                        |
| Гренландия     | 7,1                        |
| Новая Зеландия | 4,9                        |
| Швейцария      | 4,4                        |
| Лаос           | 4,0                        |
| Грузия         | 2,5                        |
| Албания        | 2,1                        |

Наиболее активное гидростроительство на начало 2000-х ведёт Китай, для которого гидроэнергия является основным потенциальным источником энергии. В этой стране размещено до половины малых гидроэлектростанций мира, а также крупнейшая ГЭС мира «Три ущелья» на реке Янцзы и строящийся крупнейший по мощности каскад ГЭС. Ещё более крупная ГЭС «Гранд Инга» мощностью 39 ГВт планируется к сооружению международным консорциумом на реке Конго в Демократической Республике Конго (бывший Заир).
Только за период с 1992 года по 2018 год происходят значительные изменения в структуре установленной мощности электростанция мира (здесь и далее мир включает 179 стран). Доля гидроэнергетики, включающая гидроэлектростанции (ГЭС) и гидроаккумулирующие электростанции (ГАЭС) уменьшилась с 23,3 % (659,3 ГВт) в 1992 году до 18,0 % (1283,4 ГВт) на конец 2018 года.

## История
Впервые для выработки электричества гидроэнергию использовал в 1878 году англичанин Уильям Армстронг для питания единственной электродуговой лампы в своей художественной галерее. Первая электростанция была запущена в 1882 году на Фокс-Ривер в городе Эплтон, штат Висконсин, США. Через пять лет в США и Канаде было уже 45 гидроэлектростанций, а к 1889 году — 200.

### В России
Наиболее достоверным считается, что первой гидроэлектростанцией в России была Березовская (Зыряновская) ГЭС, построенная в Рудном Алтае на реке Березовка (приток реки Бухтармы) в 1892 году; это была четырехтурбинная общей мощностью 200 кВт и предназначалась для обеспечения электричеством шахтного водоотлива из Зыряновского рудника. На роль первой также претендует Ныгринская ГЭС, которая появилась в Иркутской губернии на реке Ныгри (приток р. Вачи) в 1896 году. Энергетическое оборудование станции состояло из двух турбин с общим горизонтальным валом, вращавшим три динамо-машины мощностью по 100 кВт. Первичное напряжение преобразовывалось четырьмя трансформаторами трехфазного тока до 10 кВ и передавалось по двум высоковольтным линиям на соседние прииски. Это были первые в России высоковольтные ЛЭП. Одну линию (длиной 9 км) проложили через гольцы к прииску Негаданному, другую (14 км) — вверх по долине Ныгри до устья ключа Сухой Лог, где в те годы действовал прииск Ивановский. На приисках напряжение трансформировалось до 220 В. Благодаря электроэнергии Ныгринской ГЭС в шахтах установили электрические подъёмники. Кроме того, электрифицировали приисковую железную дорогу, служившую для вывоза отработанной породы, которая стала первой в России электрифицированной железной дорогой.
В 1919 году Совет труда и обороны признал строительства Волховской и Свирской гидростанций объектами, имеющими оборонное значение. В том же году началась подготовка к возведению Волховской ГЭС, первой из гидроэлектростанций, возведенных по плану ГОЭЛРО.
Первая очередь строительства ГЭС
| Район      | Название        | Мощность, тыс. кВт |
| ---------- | --------------- | ------------------ |
| Северный   | Волховская      | 30                 |
|            | Нижнесвирская   | 110                |
|            | Верхнесвирская  | 140                |
| Южный      | Александровская | 200                |
| Уральский  | Чусовая         | 25                 |
| Кавказский | Кубанская       | 40                 |
|            | Краснодарская   | 20                 |
|            | Терская         | 40                 |
| Сибирь     | Алтайская       | 40                 |
| Туркестан  | Туркестанская   | 40                 |

В советский период развития энергетики упор делался на особую роль единого народнохозяйственного плана электрификации страны — ГОЭЛРО, который был утвержден 22 декабря 1920 года. Этот день был объявлен в СССР профессиональным праздником — Днём энергетика. Глава плана, посвященная гидроэнергетике, называлась «Электрификация и водная энергия». В ней указывалось, что гидроэлектростанции могут быть экономически выгодными, главным образом, в случае комплексного использования: для выработки электроэнергии, улучшения условий судоходства или мелиорации. Предполагалось, что в течение 10—15 лет в стране можно соорудить ГЭС общей мощностью 21 254 тыс. лошадиных сил (около 15 млн кВт), в том числе в европейской части России — мощностью 7394, в Туркестане — 3020, в Сибири — 10 840 тыс. л. с. На ближайшие 10 лет намечалось сооружение ГЭС мощностью 950 тыс. кВт, однако в последующем было запланировано сооружение десяти ГЭС общей рабочей мощностью первых очередей 535 тыс. кВт.
В 2020 году мощность гидроэнергетики в России составляла 51 811 МВт.